# Capensinidina
{{Ficha de compuesto químico
|IUPAC= 2-(4-hidroxi-3,5-dimetoxifenil)-5-metoxicromenilio-3,7-diol
|imagen=Capensinidin.svg|150px
|Otros nombres=
|fórmula1= [[COC1=CC(=CC(=C1O)OC)C2=C(C=C3C(=CC(=CC3=[O+]2)O)OC)O]]
|CAS=19077-85-1
|PubChem=441658
|masa=345.32 
}}
La capensinidina es una antocianidina, un pigmento natural hidrosoluble, de color rojo o azul hallado en  Plumbago capensis.  Es uno de los cinco poco frecuentes flavonoides metilados, junto con la azaleatina, la metilmirecitina, la pulchelidina y la europinidina.